# پاپئین

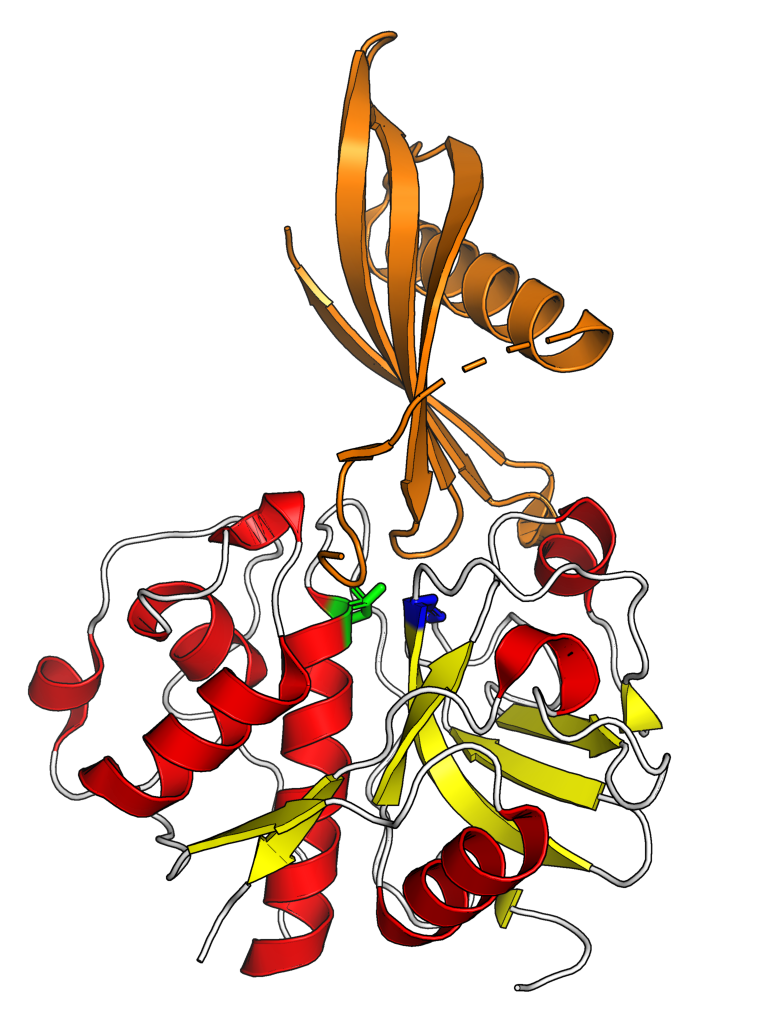
پاپئین

پاپئین (انگلیسی: Papain) آنزیم پروتئینی است که در میوه های پاپایا و پاپایا کوهی موجود می باشد.

## پادتن ها
پادتن ها توسط پاپئین به سه قسمت تقسیم می شوند.دو قطعه Fab با وزن ۵۰ کیلو دالتون ، و یک قطعه FC یا وزن ۵۰ کیلو دالتون. پس از تاثیر پاپئین، پادتن توانایی آگلوتینه شدن، اپسونین و لیز را از دست می دهند.